# Lowndes Square
Lowndes Square est une place de la ville de Londres, Royaume-Uni. 

## Situation et accès
La place se situe à l’angle nord-ouest du quartier de Belgravia, dans la Cité de Westminster. Elle est parallèle à Sloane Street.
L’accès au jardin de 4 000 m2 est réservé aux résidents.
Le quartier est desservi par la ligne  Piccadilly, à la station Knightsbridge.

## Origine du nom

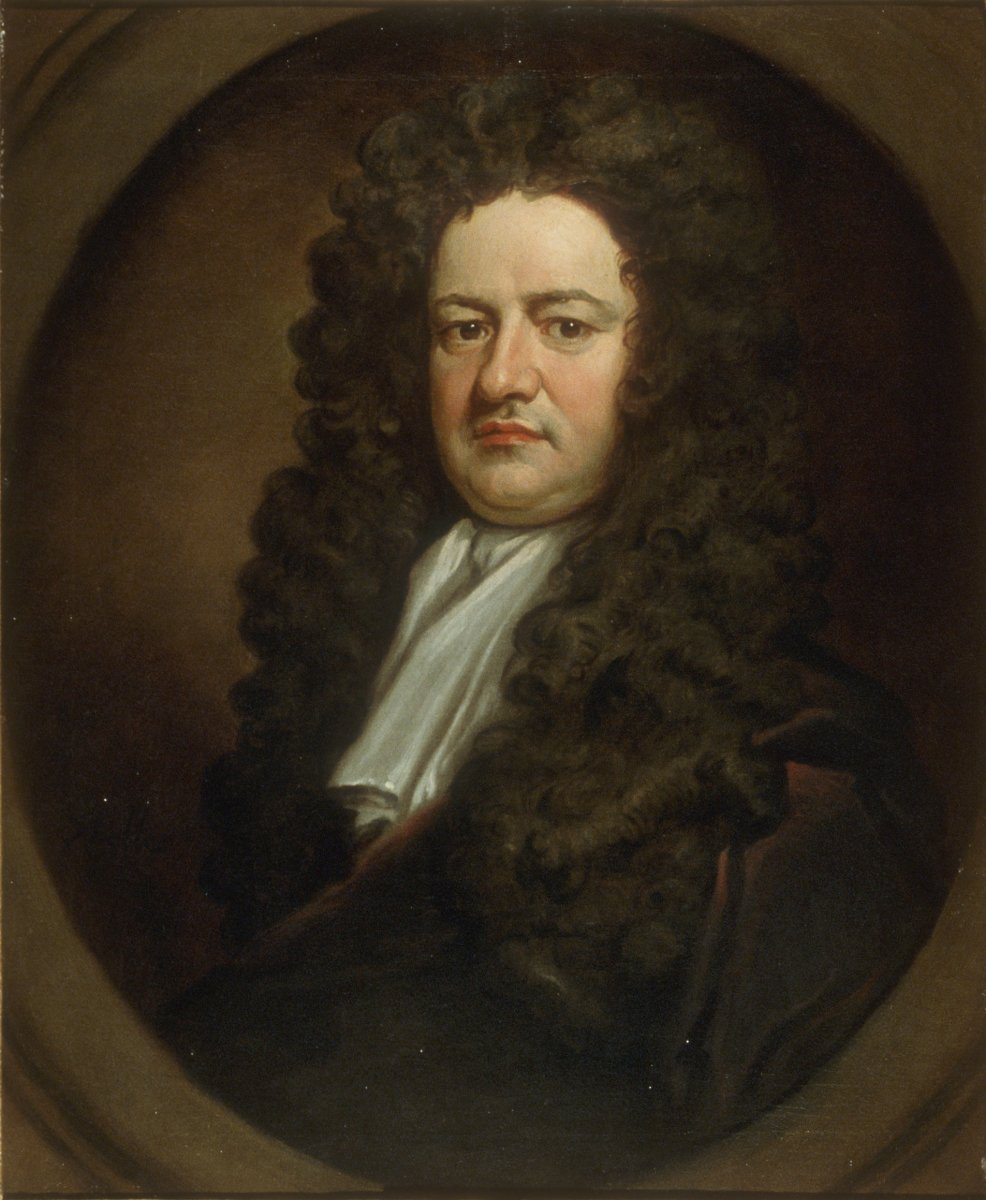
William Lowndes.

La rue est ouverte sur un terrain appartenant à la famille Lowndes. William Lowndes (1652-1724) est un homme politique britannique whig qui siège à la Chambre des communes de 1695 à 1724. Il est secrétaire du Trésor de la Grande-Bretagne sous le roi Guillaume III et la reine Anne.

## Historique
La rue est aménagée en 1836.

## Bâtiments remarquables et lieux de mémoire
Quelques immeubles, côté est et côté sud, construits en 1841 par l’architecte Lewis Cubitt, sont tout ce qui reste de la place telle qu’elle était à l’origine. Les immeubles de brique rouge sur le côté ouest datent de 1931. 
- L’homme d’affaires russe Roman Abramovitch y possède un hôtel particulier[4].

- No 11 et 12 : bâtiments datant de 1830 classés de grade II[5].

## Le square dans la littérature
- Edward Frederic Benson, The Countess of Lowndes Square, and Other Stories, 1920.